# Speonemadus angusticollis angusticollis
Speonemadus angusticollis angusticollis é uma subespécie de insetos coleópteros polífagos pertencente à família Leiodidae.
A autoridade científica da subespécie é Kraatz, tendo sido descrita no ano de 1870.
Trata-se de uma subespécie presente no território português.